# Малин (станція)
Малин — проміжна залізнична станція 3-го класу Коростенського напрямку Південно-Західної залізниці. Розміщена на території міста Малин Житомирської області. Станція розміщується між станціями Ірша (відстань — 13 км) і Чоповичі (відстань — 39 км).

## Історія
Будівля вокзалу зведена на початку XX століття в неоготичному стилі та збереглась у первісному вигляді, проте в 2004 році зазнала часткової реконструкції.
Станцію було електрифіковано 1978 року, й до 1982 року, тобто року, коли було електрифіковано ділянку Малин — Чоповичі, станція була кінцевою для всіх електропоїздів київського напрямку.

## Пасажирське сполучення
На станції Малин зупиняються приміські електропоїзди коростенського напрямку, а також пасажирський поїзд № 45/46 Харків — Ужгород.